# Toronto (Iowa)
Pour les articles homonymes, voir Toronto (homonymie).
La ville américaine de Toronto est située dans le comté de Clinton, dans l’État de l’Iowa. Lors du recensement de 2010, sa population s’élevait à 124 habitants.

## Source
- (en) Cet article est partiellement ou en totalité issu de l’article de Wikipédia en anglais intitulé « Toronto, Iowa » (voir la liste des auteurs).